# Fujii Kaze
 (juillet 2023).
Fujii Kaze (藤井 風), né le 14 juin 1997 à Satoshō, dans la préfecture d'Okayama au Japon, est un chanteur, compositeur, interprète et musicien japonais.
Il commence à publier des vidéos de lui jouant du piano sur YouTube dès l'âge de 12 ans, en 2010, et commence sa carrière professionnelle en 2019, avec son premier single Nan-Nan (何なんｗ), labellisé par Hehn Records et Universal Sigma.

## Biographie
Fujii Kaze grandit dans la ville de Satoshō, dans la préfecture d'Okayama au Japon. Il est le benjamin d'une fratrie de trois frères et sœurs. Il grandit dans une famille amatrice de musique, et son père l'initie au piano. Par ailleurs, son frère aîné est aussi musicien et joue du piano et du saxophone. Pendant son enfance, Fujii Kaze écoutait régulièrement divers styles musicaux : jazz, classique, kayōkyoku, enka, etc.
Le 1er janvier 2010, à l'âge de 12 ans, il se lance sur YouTube et publie des vidéos de lui jouant du piano. Il interprète principalement de la musique classique, de la j-pop, des musiques occidentales faites par dictée musicale et en arrangeant quelques parties. Sur sa chaîne, il publie aussi des vidéos de lui jouant d'autres instruments comme de l'Electone ou encore du saxophone. Quelques années plus tard, sa chaîne YouTube amasse un nombre conséquent d'abonnés et devient officielle. En parallèle, il crée une autre chaîne YouTube intitulée Solakaze avec son frère, où ils font des arrangements de ryūkōka.
Dès son entrée au lycée, il arrête de publier des vidéos sur YouTube pour se concentrer sur ses études. Il fréquente une école qui s'investit beaucoup dans l'enseignement de l'anglais. En août 2017, après la fin de ses années lycéennes, il recommence à publier sur sa chaîne YouTube, avec une reprise de Look What You Made Me Do de Taylor Swift. C'est aussi la première fois qu'il inclut sa voix dans une musique.

## Carrière musicale
Les musiques de Fujii Kaze sont publiés sous les labels Hehn Records et Universal Sigma.
Par ailleurs, son manager est Tsumonori Kawazu (河津 知典), également connu sous le nom de Zuzzu (ずっず).
Pour célébrer les Jeux olympiques de Tokyo en 2020, il chante le thème principal, The sun and the moon du film documentaire sur ces jeux sportifs de Naomi Kawase (河瀨 直美) intitulée Official Film of the Olympic Games Tokyo 2020 SIDE A (東京2020オリンピック SIDE:A).

### Albums

#### Help Ever Hurt Never(2020)
Le 20 mai 2020, il publie son tout premier album : Help Ever Hurt Never, publié par l'agence Hehn Records / Universal Sigma. La production sonore est dirigée par Yaffle de Tokyo Recordings et Fujii Kaze s'est occupé d'écrire et de composer les onze musiques que contient l'album. Par la même occasion, il a aussi sorti des clips vidéo pour les quatre premières chansons de son album : Nan-Nan (何なんｗ), Mō-ee-wa (もうええわ), Yasashisa (優しさ) et Kiri Ga Nai Kara (キリがないから). La semaine de sa sortie, l'album a été placé 2e du classement Oricon et 41e durant toute l'année de sa sortie. Chaque chanson a un style différent et le musicien alterne entre du RnB, du jazz, du classique au sein d'une même musique.

#### Love All Serve All(2022)
Le 23 mars 2022, il publie son deuxième album : Love All Serve All, publié par Hehn records / Universal sigma. La production sonore est, une fois de plus, dirigée par Yaffle, et le chanteur s'est occupé d'écrire et de composer ses onze musiques. La jeunesse, le bonheur et la nostalgie semblent être des thèmes récurrents de cet album. Sept des musiques de l'album possèdent un clip vidéo : Hedemo Ne-Yo (へでもねーよ), Seishun-byō (青春病), Tabiji (旅路), Kirari (きらり), Moeyo (燃えよ), Matsuri (まつり) et damn. L'album a été placé 1er du classement Oricon et du Billboard Japan, la semaine de sa sortie et a été certifié « Platine » par la RIAJ.

### Reconnaissance à l'international
Après s'être construit une renommée au Japon, les réseaux sociaux, particulièrement TikTok, lui ont permis de se faire connaître à une plus large échelle : d'abord en Asie du Sud-Est, puis aux États-Unis, en Europe et en Afrique. C'est fin juillet 2022 que sa musique Shinunoga E-Wa (死ぬのがいいわ) a été très utilisée et diffusée sur le réseau social TikTok et a pris une ampleur mondiale.

### Style musical
Son style musical est un mélange entre du RnB contemporain, du Jazz, et du classique avec quelques sonorités japonaises, inspirées du Kayōkyoku. Par ailleurs, il a aussi tendance à utiliser le dialecte régional d'Okayama, dont il est originaire, dans ses musiques.

## Traits de personnalité
Fujii Kaze mesure 1,81 mètre, est droitier et de type sanguin B. Il aime amuser les gens par ses contenus sur les réseaux sociaux et aime rire. Il ne boit pas d'alcool, ne fume pas et se déclare végétarien.

## Discographie

### Monoplages
| Année de sortie | Titre                       | Certifications                                                                                     | Album                |
| --------------- | --------------------------- | -------------------------------------------------------------------------------------------------- | -------------------- |
| 2019            | Nan-Nan (何なんｗ)          | - 99e du Hot 100 du Billboard Japan pour l'année 2019 - Certifié « Platine » par la RIAJ           | Help Ever Hurt Never |
| 2019            | Mō-ee-Wa (もうええわ)       | | Help Ever Hurt Never |
| 2020            | Yasashisa (優しさ)          | - 34e du Hot 100 du Billboard Japan pour l'année 2020 - Certifié « Or » par la RIAJ                | Help Ever Hurt Never |
| 2020            | キリがないから              | - 86e du Hot 100 du Billboard Japan pour l'année 2020                                              | Help Ever Hurt Never |
| 2020            | Hedemo Ne-Yo (へでもねーよ) | | Love All Serve All   |
| 2020            | Seishun-byō (青春病)        | - 68e du Hot 100 du Billboard Japan pour l'année 2020                                              | Love All Serve All   |
| 2021            | Tabiji (旅路)               | - 10e du Hot 100 du Billboard Japan pour l'année 2021 - Certifié « Platine » par la RIAJ           | Love All Serve All   |
| 2021            | Kirari (きらり)             | - 2e du Hot 100 du Billboard Japan pour l'année 2021 - Certifié trois fois « Platine » par la RIAJ | Love All Serve All   |
| 2021            | Moeyo (燃えよ)              | - 19e du Hot 100 du Billboard Japan pour l'année 2021 - Certifié « Or » par la RIAJ                | Love All Serve All   |
| 2022            | Matsuri (まつり)            | - 10e du Hot 100 Billboard Japan pour l'année 2022 - Certifié « Or » par la RIAJ                   | Love All Serve All   |
| 2022            | damn                        | - 42e du Hot 100 Billboard Japan pour l'année 2022 - Certifié « Or » par la RIAJ                   | Love All Serve All   |
| 2022            | Grace                       | - 4e du Hot 100 Billboard Japan pour l'année 2022 - Certifié « Or » par la RIAJ                    | Non enregistré       |
| 2023            | Workin' Hard                | - 13e du Hot 100 Billboard Japan pour l'année 2023                                                 | Non enregistré       |
| 2023            | Hana (花)                   | - 6e du Hot 100 Billboard Japan pour l'année 2023 - Certifié « Platine » par la RIAJ               | Non enregistré       |
| 2024            | Overflowing (満ちてゆく)    | - 4e du Hot 100 Billboard Japan pour l'année 2024 - Certifié « Platine » par la RIAJ               | Non enregistré       |
| 2024            | Feelin' Go(o)d              | - 19e du Hot 100 Billboard Japan pour l'année 2024 - Certifié « Or » par la RIAJ                   | Non enregistré       |

### Albums
| Date de sortie | Albums               | Titre | Certifications |
| -------------- | -------------------- | --- | --- |
| 20 mai 2020    | Help Ever Hurt Never | - 何なんｗ (Nan-Nan) - もうええわ (Mo-Eh-Wa) - 優しさ (YASASHISA) - キリがないから (Kiri Ga Naikara) - 罪の香り (Tsumi No Kaori) - 調子のちゃって (Cho Si Noccha Te) - 特にない (Tokuninai) - 死ぬのがいいわ (Shinunoga E-Wa) - 風よ (Kazeyo) - さよならべいべ (SAYONARA Baby) - 帰ろう (Kaerou) | - 34e au Billboard Japan Hot Albums Chart pour l'année 2020 - 41e à l'Oricon Albums Chart pour l'année 2020 - Certifié « Or » par la RIAJ      |
| 23 mars 2022   | Love All Serve All   | - きらり (Kirari) - まつり (Matsuri) - へでもねーよ (Hedemo Ne-Yo - LASA edit) - YABA - 燃えよ (MO-EH-YO - Ignite) - ガーデン (Garden) - damn - ロンリーラプソディ (Lonely Rhapsody) - それでは、(Bye for now,) - 青春病 (Seishun Sick) - 旅路 (Tabiji)                                          | - 13e au Billboard Japan Hot Albums Chart pour l'année 2022 - 19e à l'Oricon Albums Chart pour l'année 2022 - Certifié « Platine » par la RIAJ |

### Reprises
| Date de sortie                                                                                                  | Titre                | Contenu |
| --- | -------------------- | --- |
| 20 mai 2021 | Help Ever Hurt Cover | - Close to you - Shape Of You - Back Stabbers - Alfie - Be Alright - Don't Let Me Be Misunderstood - My Eyes Adored You - Shake It Off - Stronger Than Me - Time After Time |
| 23 mars 2022 (CD bonus à l'édition limitée de LOVE ALL SERVE ALL), puis le 17 février 2023 en version numérique | Love All Cover All   | - Sunny - No Tears Left to Cry - Hot Stuff - Sorry - Good As Hell - Just the Two of Us - Weak - Overprotected - Teenage Dream - Eh, Eh - Circles                            |

### Extended Plays (EP)
| Année de sortie | Date de sortie | Titre                             | Contenu |
| --------------- | -------------- | --------------------------------- | --- |
| 2020            | 24 janvier     | 何なんｗ EP (Nan-Nan EP)          | - 何なんｗ (Nan-Nan) - Close To You - Don't Let Me Be Misunderstood - Shake It Off |
| 2020            | 21 février     | もうええわ EP (Mo-Eh-Wa EP)       | - もうええわ (Mo-Eh-Wa) - Shape of You - Back Stabbers - Be Alright |
| 2020            | 4 décembre     | へでもねーよ EP (Hedemo Ne-Yo EP) | - へでもねーよ (Hedemo Ne-Yo) - Just the Two of Us - Sunny - Sorry |
| 2020            | 11 décembre    | 青春病 EP (Seishun Sick EP)       | - 青春病 (Seishun Sick) - Teenage Dream - Good As Hell - Circles |
| 2022            | 14 janvier     | Kirari Remixes (Asia Edition)     | - Kirari - Original Remix - Kirari - Daul Remix - Kirari - FunkyMo Remix - Kirari - pxzvc Remix - Kirari - Kaze & Yaffle Just For Fun Remix - Kirari - Knopha Remix - Kirari - Naken Remix - Kirari - Yaffle Remix - きらり (Kirari) |
| 2023            | 3 novembre     | 花 EP (Hana EP)                   | - 花 (Hana) - 花 (Hana) (Instrumental) - 花 (Hana) (Ballad) - 花 (Hana) (demo) |

### Clips vidéos
| Année de sortie | Date de sortie | Titre                            | Directeur                      | Informations complémentaires                                                     |
| --------------- | -------------- | -------------------------------- | ------------------------------ | -------------------------------------------------------------------------------- |
| 2020            | 23 janvier     | 何なんw (Nan-Nan)                | Chris Rudz                     | Lauréat du MTV VMAJ 2020 « Meilleure vidéo R&B »                                 |
| 2020            | 20 février     | もうええわ (Mo-Eh-Wa)            | Spikey John (スパイキージョン) |                                                                                  |
| 2020            | 16 avril       | 優しさ (YASASHISA)               | Kento Yamada (山田健人),       |                                                                                  |
| 2020            | 14 mai         | キリがないから (Kiri Ga Naikara) | Kento Yamada (山田健人),       |                                                                                  |
| 2020            | 4 septembre    | 帰ろう (Kaerou)                  | Yuichi Kodama (児玉裕一)       |                                                                                  |
| 2020            | 4 décembre     | へでもねーよ (Hedemo Ne-Yo)      | Kento Yamada (山田健人)        |                                                                                  |
| 2020            | 11 décembre    | 青春病 (Seishun Sick)            | Tomokazu Yamada (山田智和)     | Lauréat du SPACE SHOWER MUSIC AWARDS 2021 « MEILLEURE VIDÉO CONCEPTUELLE »       |
| 2021            | 10 mars        | 旅路 (Tabiji)                    | dutch_tokyo                    |                                                                                  |
| 2021            | 21 mai         | きらり (Kirari)                  | Spikey John (スパイキージョン) |                                                                                  |
| 2021            | 24 octobre     | 燃えよ (MO-EH-YO)                | Kazuaki Seki (関和亮)          | Vidéo prise à partir d'un Google Pixel 6, publicité en collaboration avec Google |
| 2022            | 20 mars        | まつり (Matsuri)                 | MESS                           |                                                                                  |
| 2022            | 29 septembre   | damn                             | Kento Yamada (山田健人)        | Lauréat du MTV VMAJ 2022 « Prix des meilleurs effets visuels »                   |
| 2022            | 9 octobre      | grace                            | QQQ                            |                                                                                  |
| 2022            | 26 octobre     | 死ぬのがいいわ (Shinunoga E-Wa)  | Kento Yamada (山田健人)        |                                                                                  |
| 2023            | 13 juin        | ガーデン (Garden)                | Kento Yamada (山田健人)        |                                                                                  |
| 2023            | 24 août        | Workin’ Hard                     | MESS                           |                                                                                  |
| 2023            | 24 novembre    | 花 (Hana)                        | MESS                           |                                                                                  |
| 2024            | 15 mars        | 満ちてゆく (Overflowing)         | Tomokazu Yamada (山田智和)     |                                                                                  |
| 2024            | 25 juillet     | Feelin' Go(o)d                   | MESS                           |                                                                                  |